# Dizzy Up the Girl
Dizzy Up the Girl è il sesto album in studio del gruppo rock statunitense Goo Goo Dolls, pubblicato il 22 settembre 1998 dalla Warner Bros. Records.
Il disco è ritenuto l'album di maggior successo della band soprattutto grazie alla canzone Iris contenuta nella colonna sonora del film City of Angels - La città degli angeli.

## Tracce
Testi e musiche di John Rzeznik, eccetto dove indicato.
1. Dizzy – 2:41
2. Slide – 3:33
3. Broadway – 3:59
4. January Friend – 2:45 (Robby Takac)
5. Black Balloon – 4:10
6. Bullet Proof – 4:38
7. Amigone – 3:16 (Robby Takac)
8. All Eyes on Me – 3:58 (John Rzeznik, Robby Takac, Mike Malinin)
9. Full Forever – 2:52 (Robby Takac)
10. Acoustic #3 – 1:57
11. Iris – 4:50
12. Extra Pale – 2:11 (Robby Takac)
13. Hate this Place – 4:24

## Formazione
Goo Goo Dolls
- Johnny Rzeznik – voce, chitarra solista e ritmica, produzione
- Robby Takac – basso, voce, produzione
- Mike Malinin – batteria, produzione

Produzione
- Rob Cavallo – produzione
- Jack Joseph Puig – missaggio
- Ken Allardyce – ingegneria del suono
- David Campbell – arrangiamento strumenti ad arco
- Greg Collins – ingegneria del suono (assistente)
- Steve Gerdes – direzione artistica
- Bob Ludwig – mastering
- Jamie Muhoberac – pianoforte, tastiere, processamento
- Nick Paul – ingegneria del suono (assistente)
- Melanie Nissen – fotografia
- Carmen Rizzo – programmazione
- Allen Sides – ingegneria del suono
- Darrell Thorp – ingegneria del suono (assistente)

## Classifiche

### Classifiche settimanali
| Classifica (1998-99) | Posizione massima |
| -------------------- | ----------------- |
| Australia            | 17                |
| Austria              | 20                |
| Belgio (Fiandre)     | 27                |
| Canada               | 4                 |
| Germania             | 30                |
| Norvegia             | 35                |
| Nuova Zelanda        | 19                |
| Paesi Bassi          | 38                |
| Regno Unito          | 47                |
| Stati Uniti          | 15                |
| Svezia               | 17                |

### Classifiche di fine anno
| Classifica (1998) | Posizione |
| ----------------- | --------- |
| Stati Uniti       | 162       |
| Classifica (1999) | Posizione |
| Australia         | 75        |
| Stati Uniti       | 29        |
| Classifica (2000) | Posizione |
| Stati Uniti       | 121       |